# Dominicae cenae
Dominicae cenae è una lettera apostolica inviata da papa Giovanni Paolo II il 24 febbraio 1980 e promulgata il 6 marzo dello stesso anno. Fu la seconda lettera apostolica del suo pontificato. Il documento è indirizzato a tutti i vescovi e, come riporta il titolo, concerne il mistero e culto dell'Eucaristia e, più precisamente, il suo ruolo nella vita sacerdotale e della Chiesa.

## Contenuto
(Dominicae cenae, 3)
Il documento Dominicae cenae è suddiviso in quattro sezioni principali.

### Il mistero eucaristico nella vita della Chiesa e del sacerdote
1. Eucaristia e sacerdozio
2. Culto del mistero eucaristico
3. Eucaristia e Chiesa
4. Eucaristia e carità
5. Eucaristia e prossimo
6. Eucaristia e vita.

L'Eucaristia è segno della dignità della persona umana.

### Sacralità dell'Eucaristia e del sacrificio
1. Sacralità
2. Sacrificio

Il Papa si concentra sulla santità della Messa, esplicitando il concetto di in persona Christi.

### Le due mense del Signore e il bene comune della Chiesa
1. Mensa della Parola di Dio
2. Mensa del pane del Signore
3. Bene comune della Chiesa

Il Papa fa riferimento alla liturgia della Parola (come mensa della Parola di Dio) e alla liturgia eucaristica (come mensa del Pane del Signore).
Mentre l'uso della lingua volgare "fa sì che tutti possano partecipare con più piena comprensione", il latino esprime l'unità della Chiesa e conferisce un carattere dignitoso al senso profondo del mistero eucaristico e dovrebbe essere accolto dove possibile.
Mentre coloro che ricevono l'Eucaristia nella mano, lo fanno "con spirito di profonda riverenza e devozione", si dovrebbe esercitare cautela per evitare potenziali mancanze di rispetto, profanazioni, indebolimento della fede eucaristica e indifferenza.  Il Papa ha poi richiamato l'attenzione sulle direttive emanate dai vari dicasteri della Santa Sede in materia liturgica, sulle regole stabilite dai libri liturgici per quanto riguarda il mistero eucaristico e sulle istruzioni e norme dedicate a questo mistero.

### Conclusione
Il Papa richiama il concilio Vaticano II e l'enciclica Mysterium fidei come fonte del rinnovamento liturgico e della vita della Chiesa post-conciliare. L'insegnamento del Vaticano II e il rinnovamento liturgico sono ispirati dallo Spirito Santo Dio per il quale a una viva tradizione spetta una "corretta rilettura dei segni dei tempi" da cui "occorre trarre dal ricco tesoro della rivelazione «cose nuove e cose antiche» (Matteo 13,52)".
Giovanni Paolo II raccomanda una stretta collaborazione tra il dicastero della Santa Sede e le conferenze episcopali nazionali, in uno spirito di unità che prevenga le divisioni dei cattolici e della Chiesa, soprattutto per quanto concerne il rinnovamento della liturgia eucaristica.